# Герб Тверської області

Герб Тверської області

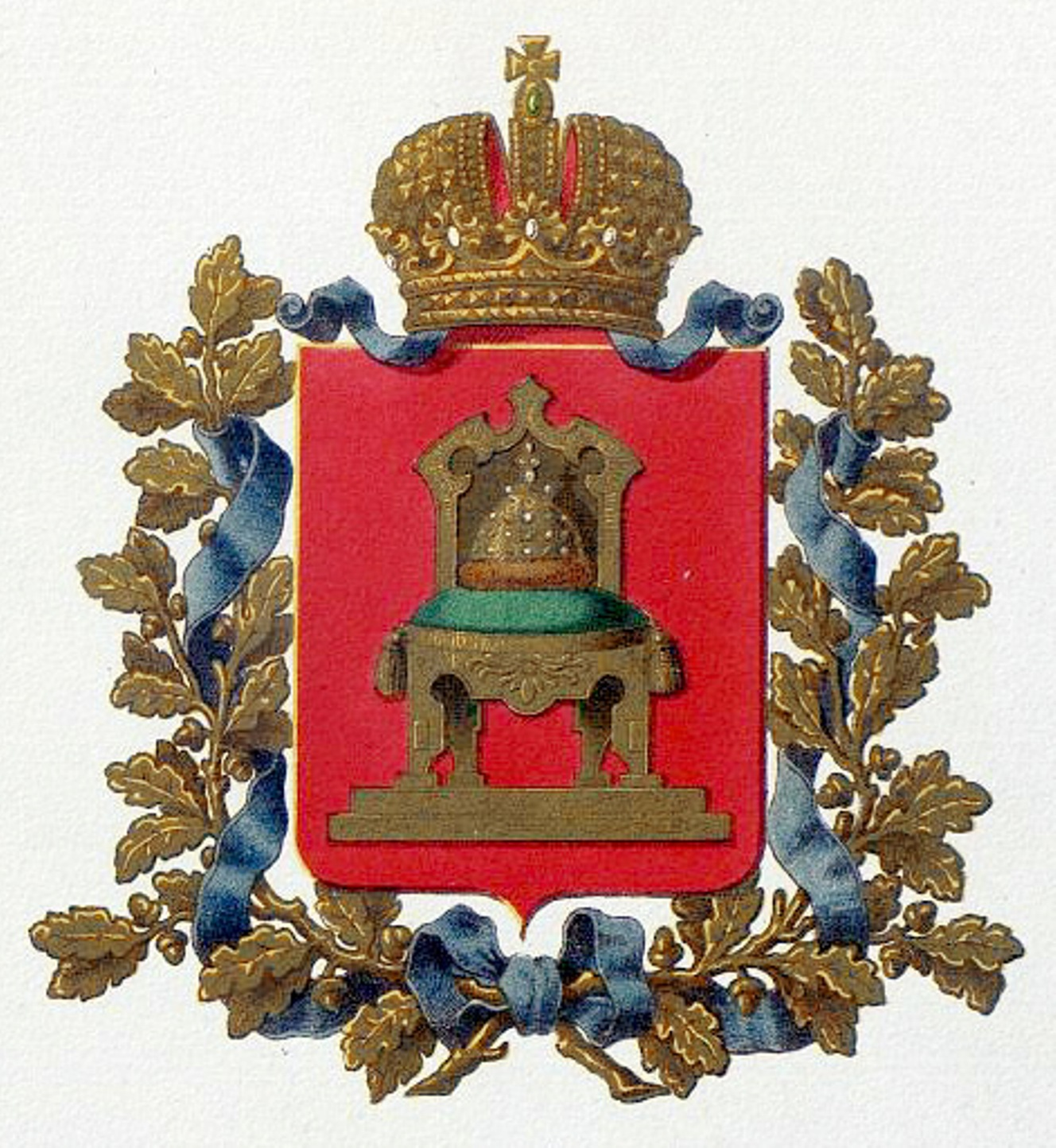
Герб Тверської губернії

Герб Тверської області є символом Тверської області, прийнято 28 листопада 1996 року.

## Опис
Геральдичний опис герба Тверской області говорить:
«У червленому (червоному) щиті на золотому двоступінчастому підніжжі (щаблі) такого ж кольору трон (князівський стіл) без підлокітників з високою спинкою; на сидінні на зеленій із золотими прикрасами й китицями подушці — шапка Мономаха».
Першоосновою для герба є герб Тверської губернії.